# Anuman Interactive
Anuman Interactive SA è un editore e distributore di videogiochi francese. Pubblica giochi per vari formati inclusi PC, Mac, DVD interattivi, Nintendo DS e Wii, PSP ed Apple iPhone. In aggiunta al loro marchio, la casa pubblica videogiochi anche sotto il marchio di Microïds.

## Storia
La Anuman Interactive fu fondata nel 2000 da Stéphane Longeard, Axel Chambily-Casadesus e Marc Laumet. Nello stesso anno la compagnia firmò un accordo di distribuzione con Groupe TF1. Nel 2001 la compagnia acquisì il franchise digitale francese di Per negati (Pour les nuls). La compagnia fece il suo debutto nel mercato dei videogiochi nel 2005 quando pubblicò Trainz Railroad Simulator in Francia.
Nel 2009, la Anuman fu acquisita dalla Média-Participations, una compagnia francese, specializzata nella distribuzione di fumetti. Nel dicembre dello stesso anno, la Anuman divenne un editore ufficiale per le console di Sony.
Il 23 novembre 2009, annunciarono che stavano acquisendo il marchio e tutte le licenze associate di un altro distributore di videogiochi francese, Microïds. L'accordo di Microïds con MC2 France fu raggiunto il 1º gennaio 2010. La Microïds è conosciuta per giochi d'avventura come Syberia e Still Life. Nel 2011 la compagnia lanciò un marchio secondario di Microïds, Microïds Games For All. Attualmente la Microïds sta sviluppando Syberia III sotto il nuovo marchio e nel 2013 aveva già pubblicato Dracula 4: L'ombra del drago. Elliot Grassiano, il fondatore originale di Microïds, si unì come Vice-Presidente della Microïds nel 2012.
Nel 2010 Anuman annunciò l'apertura di un nuovo ufficio a New York e nello stesso anno smise di occuparsi della distribuzione fisica di prodotti in Francia per concentrarsi più su quella digitale ed internazionale.

## Logo della compagnia
L'Anuman usa una scimmia come logo. Tra il 2000 e il 2012 una scimmia dorata era interamente rappresentata di profilo su uno sfondo nero. Nel 2012 la compagnia introdusse un nuovo logo (quello attuale): una testa di scimmia bianca di profilo su sfondo blu.